# Мітохондріальний матрикс
Мітохондріальний матрикс або просто матрикс — обмежений внутрішньою мембраною простір всередині мітохондрій. Слово «матрикс» вживається тому що цей простір є набагато вужчим в порівнянні з більш водянистою цитоплазмою. До складу матриксу входить багато сполук, які включають: ферменти, мітохондріальна ДНК (кільцева), мітохондріальні рибосоми, малі органічні молекули, нуклеотидні коферменти і неорганічні іони. Ферменти матриксу сприяють реакціям біохімічних процесів, відповідальних за генерацію (вироблення) АТФ, таких як: ЦТК, окисне фосфорилювання, окислення пірувату і бета-окислення жирних кислот.
Склад матриксу на основі його структури і вмісту утворює середовище, яке сприяє перебігу анаболічних і катаболічних процесів. Ланцюг перенесення електронів і ферменти в матриксі грають велику роль в циклі трикарбонових кислот (ЦТК) і окисного фосфорилювання. В результаті ЦТК вивільнюються електрони, що перебувають у молекулах NADH і FADH2, які в подальшому переносяться на дихальний ланцюг, де в реакціях окисного фосфорилювання утворюється АТФ.